# Ngoile
Ngoile ist ein Verwaltungsbezirk (Ward) des Distrikts Ngorongoro in der tansanischen Region Arusha.

## Geografie
Ngoile liegt im Norden von Tansania rund 140 Kilometer Luftlinie westlich der Regionshauptstadt Arusha und nordwestlich des Ngorongoro-Kraters. Die Grenze im Südwesten verläuft entlang der Nationalstraße T17, die vom Kraterrand nach Simiyu führt.
Der Bezirk grenzt im Norden an Olbalbal, im Osten an Nainokanoka, im Süden an Ngorongoro, im Südwesten an Misigiyo und im Westen in einem Punkt an Enduleni. Er ist 247 Quadratkilometer groß und bei der Volkszählung 2022 lebten hier 5384 Menschen in 1314 Haushalten.

## Gliederung
Der Bezirk besteht aus einer Gemeinde (Mtaa) mit drei Orten (Kitongoji):
| Ngoile - Ngoile - Ngololaa - Loomunyi |

## Wirtschaft und Infrastruktur
- Straße: Den Bezirk verbindet die nicht asphaltierte Nationalstraße T17 im Osten über Makuyuni mit Arusha und im Westen mit den Regionen Simiyu und Mara.[8]